# Schronisko w Wąwozie Sobczańskim górne 1
Schronisko w Wąwozie Sobczańskim górne 1 (Jaskinia w Wąwozie Sobczańskim górna) – jaskinia, a właściwie schronisko, w polskich Pieninach. Wejście do niej znajduje się w Masywie Trzech Koron, 70 metrów nad dnem Wąwozu Sopczańskiego, na wysokości 690 m n.p.m. Jaskinia jest pozioma, a jej długość wynosi 6 metrów. Znajduje się na obszarze Pienińskiego Parku Narodowego, poza szlakami turystycznymi.

## Opis jaskini
Jaskinię stanowi duża nyża na końcu której znajduje się namulisko.

## Przyroda
W jaskini brak jest nacieków. Ściany są suche, rosną na nich mchy, porosty, zielenice i paprocie.

## Historia odkryć
Jaskinia była znana od dawna. Jej pierwszy plan i opis sporządził Kazimierz Kowalski w 1951 roku.